# Парньян
Парнья́н (фр. Pargnan) — коммуна во Франции, находится в регионе Пикардия. Департамент коммуны — Эна. Входит в состав кантона Гиньикур. Округ коммуны — Лан.
Код INSEE коммуны — 02588.

## Население
Население коммуны на 2010 год составляло 62 человека.
| 1962 | 1968 | 1975 | 1982 | 1990 | 1999 | 2010 |
| ---- | ---- | ---- | ---- | ---- | ---- | ---- |
| 88   | 57   | 45   | 47   | 35   | 39   | 62   |

## Экономика
В 2010 году среди 47 человек трудоспособного возраста (15—64 лет) 31 были экономически активными, 16 — неактивными (показатель активности — 66,0 %, в 1999 году было 57,7 %). Из 31 активных жителей работали 31 человек (15 мужчин и 16 женщин), безработных не было. Среди 16 неактивных 3 человека были учениками или студентами, 8 — пенсионерами, 5 были неактивными по другим причинам.